# Pseudorupilia chera
Pseudorupilia chera là một loài bọ cánh cứng trong họ Chrysomelidae. Loài này được Grobbelaar miêu tả khoa học năm 1995.